# Supermarine Walrus
Супермарин Валрус (англ. Supermarine Walrus) — британский разведывательный гидросамолёт использовавшийся Авиацией Королевских ВМС. Также стоял на вооружении Королевских ВВС, Королевских Австралийских ВВС, Королевских Новозеландских ВВС, Королевских Канадских ВВС.
Сохранился до наших дней лишь один экземпляр Supermarine Walrus. Сейчас он находится в музее FAA, в Йовилтоне, Великобритания.

## История
«Уолрус» берёт начало от гидросамолёта-биплана Supermarine Seagull V, совершившего первый полёт в 1933 году. Этот самолёт, последний в линейке гидросамолётов Seagull, был сделан по заказу Австралии. После того как ВМС Великобритании оценили самолёт, в 1935 году от флота последовал заказ на самолёт-корректировщик/разведывательный самолёт, который можно будет запускать с разного рода военных кораблей и который станет «глазами флота», выполняя корректировку стрельбы кораблей.
Одним из конструкторов «Уолруса» был Реджинальд Митчел. «Уолрус» был бипланом-амфибией со складывающимися крыльями композитной конструкции (металлическая и деревянная, покрытая тканевым материалом) для удобства хранения на борту военных кораблей, и, использовал достаточно необычную компоновку в виде одномоторного толкающего воздушного винта.
Первой модификацией самолёта, поступивший на службу в 1936 году стал Walrus Mk.I.
Первоначально Уолрус предназначался для авиации ВМС, где он состоял на вооружении на протяжении Второй Мировой войны. Однако позднее, «Уолрус» поступил также на вооружении Королевских ВВС, главным образом для выполнения спасательных миссий на море. Многие сбитые союзнические (и некоторые вражеские) лётчики были спасены «Уолрусом», который мог садиться на море. «Уолрус» состоял на вооружении Великобритании по всему миру; некоторые самолёты действовали также как самолёты связи, некоторые даже иногда использовались в роли бомбардировщиков.
Производство «Уолруса» было разделено между компанией Supermarine, которая строила Walrus Mk.I c металлическим фюзеляжем и компанией Saunders-Roe, которая производила многие образцы с деревянным фюзеляжем собственной конструкции.
Всего было построено 770 экземпляров машины, из которых 309 произвела фирма «Супермарин» (включая прототип и 24 серийных «Сигалла Mk V» для Австралии), остальные Saunders-Roe, которая (по собственным записям компании) построила 270 Mk.I и 191 Mk.II. Начиная с 1944 года «Уолрус» начал постепенно вытесняться в подразделениях авиации ВМС, главным образом другим бипланом —Supermarine Sea Otter, который имел конструкцию двигателя с тянущим винтом, а не толкающим.
Кроме Великобритании, Австралии и Новой Зеландии, амфибии состояли на вооружении ещё в нескольких странах:
- шесть экземпляров в 1938 году были проданы Турции;
- три служили в ирландском Армейском Воздушном Корпусе;
- пять — в Португалии;
- две машины для своих ВМС в январе 1939 года приобрела Аргентина (ими оснастили крейсер «Ла Аргентина», на котором «Уолрусы» прослужили до 1958 года). После войны эта южноамериканская держава купила ещё восемь «моржей», в основном для обслуживания антарктической экспедиции 1947 года;
- несколько амфибий в 1945—1948 годах служили в составе французских ВМС[1].

## Тактико-технические характеристики
Приведены данные серийного Walrus Mk.I.
Источник данных: Brown, 1971, p. 48.

Технические характеристики
- Экипаж: 3-4
- Длина: 11,58 м
- Размах крыла: 13,97 м
  - сложенный: 5,334 м
- Высота: 5,13 м
- Площадь крыла: 56,7 м²
- Колея шасси: 2,31 м
- Масса пустого: 2223 кг
- Максимальная взлётная масса: 3651 кг
- Силовая установка: 1 × радиальный Bristol Pegasus VI
- Мощность двигателей: 1 × 775 л. с. (1 × 570 кВт (взлётная))

Лётные характеристики
- Максимальная скорость: 217 км/ч на высоте 1448 м
  - с бомбовым вооружением: 200 км/ч на высоте 1448 м
- Скорость патрулирования: 158 км/ч на высоте 2057 м
- Боевой радиус: 266 км
- Перегоночная дальность: 824 км
- Практический потолок: 5212 м
- Время набора высоты:
  - 1524 м за 5 мин 30 с
  - 3048 м за 13 мин 27 с
  - 4572 м за 28 мин 2 с
- Нагрузка на крыло: 64,4 кг/м²
- Тяговооружённость: 156 Вт/кг

Вооружение
- Стрелково-пушечное: 2-3 × 7,7 мм пулемёта Виккерс К или Льюис
- Боевая нагрузка: 345 кг бомб или глубинных бомб